# Spongiphoridae
Spongiphoridae es una familia de insectos en el suborden Neodermaptera. Existen más de 40 géneros y 150 especies descriptas en  Spongiphoridae.

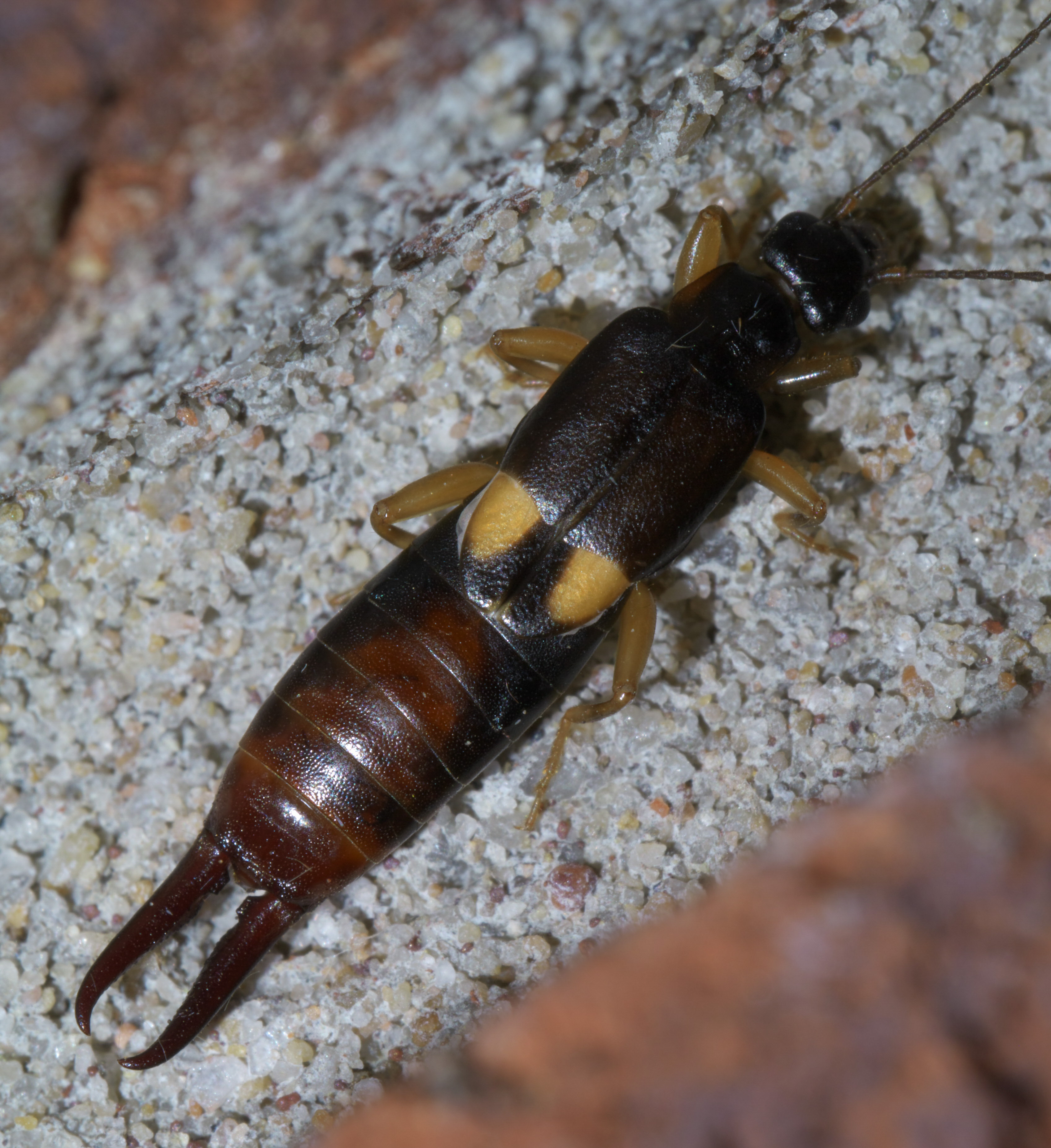
Vostox brunneipennis

## Géneros
Estos 43 géneros se encuentran en la familia Spongiphoridae:
- Auchenomus Karsch, 1886
- Barygerax Hebard, 1917
- Caecolabia Brindle, 1975
- Chaetolabia Brindle, 1972
- Chaetospania Karsch, 1886
- Circolabia Steinmann, 1987
- Cosmogerax Hebard, 1933
- Eugerax Hebard, 1917
- Filolabia Steinmann, 1989
- Formicilabia Rehn & Hebard, 1917
- Gerax Hebard, 1917
- Homotages Burr, 1909
- Irdex Burr, 1911
- Isolabella Verhoeff, 1902
- Isolaboides Hincks, 1958
- Isopyge Borelli, 1931
- Labia Leach, 1815
- Marava Burr, 1911
- Mecomera Audinet-Serville, 1838
- Nesogaster Verhoeff, 1902
- Nesolabia Hincks, 1957
- Paralabella Steinmann, 1990
- Paralaboides Steinmann, 1989
- Parapericomus Ramamurthi, 1967
- Paraspania Steinmann, 1985
- Paratages Srivastava, 1987
- Pericomus Burr, 1911
- Pseudomarava Steinmann, 1989
- Pseudovostox Borelli, 1926
- Purex Burr, 1911
- Ramamurthia Steinmann, 1975
- Rudrax Srivastava, 1995
- Sparatta Audinet-Serville, 1838
- Sphingolabis de Bormans, 1883
- Spirolabia Steinmann, 1987
- Spongiphora Audinet-Serville, 1831
- Spongovostox Burr, 1911
- Strongylolabis Steinmann, 1986
- Strongylopsalis Burr, 1900
- Vandex Burr, 1911
- Vostox Burr, 1911
- Yepezia Brindle, 1982
- † Sinolabia Zhou & Chen, 1983